# Tortula agraria
Tortula agraria là một loài rêu trong họ Pottiaceae. Loài này được (Hedw.) P. Beauv. mô tả khoa học đầu tiên năm 1805.